# Oldsmobile Light Eight
La Light Eight è un'autovettura di classe superiore prodotta dall'Oldsmobile dal 1916 al 1923. Il modello anticipò l'uso, sulle vetture Oldsmobile, dei motori a otto cilindri, che qualche decennio più tardi furono abbondantemente utilizzati sulle auto del marchio. 

## Storia

### Model 44, 45 e 45A (1916-1919)

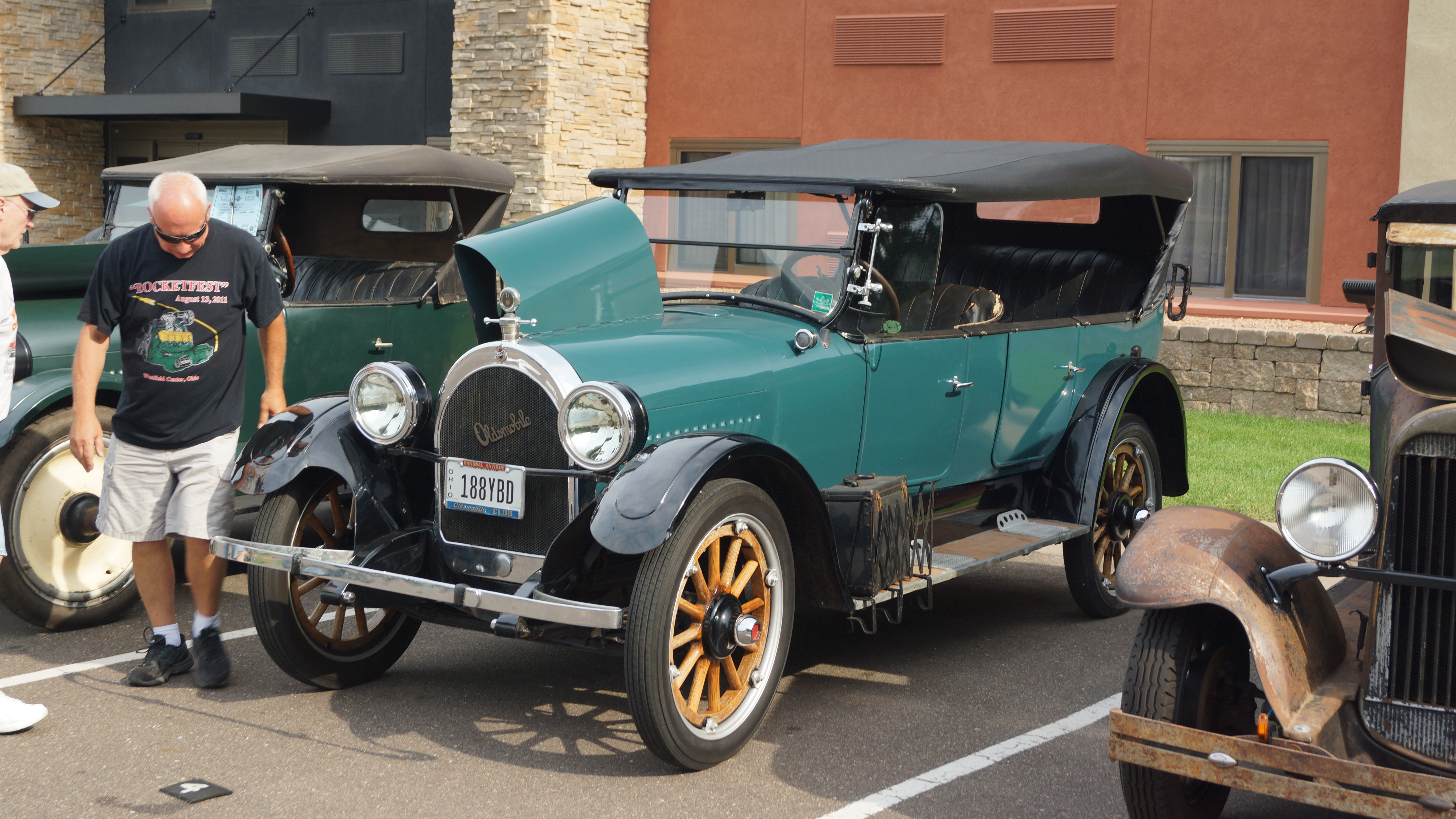
Oldsmobile Model 45A

Nel 1916 l'Oldsmobile introdusse il suo primo modello con motore a otto cilindri. La Model 44, questo il suo nome, era basata sul telaio della Model 43, ovvero su un modello il cui motore era a quattro cilindri. La Model 44 era equipaggiata da un motore V8 da 4.031 cm³ di cilindrata che erogava 40 CV di potenza. Il propulsore era anteriore, mentre la trazione era posteriore. Il moto alle ruote posteriori era trasmesso tramite un albero di trasmissione. Il cambio era a tre rapporti. I freni erano meccanici a tamburo e agivano sulle ruote posteriori. La frizione era a cono di cuoio. Le ruote erano a raggi in legno di noce. La vettura era disponibile con quattro tipi di carrozzeria, torpedo quattro porte, roadster due porte, berlina quattro porte e cabriolet due porte.
Nel 1917 e 1918 il nome mutò rispettivamente in Model 45 e Model 45A. Di questa serie di Light Eight ne furono prodotti 35.203 esemplari.

### Model 45B e 46 (1919-1922)
Nel 1919 il modello fu aggiornato mantenendo il motore della serie precedente. Ora si chiamava Model 45B e aveva un passo leggermente più lungo. Inizialmente era disponibile solo in versione torpedo quattro porte. Nel 1920 fu introdotta la berlina quattro porte. Invece di Pacemaker, ora il soprannome del modello era Thorobred. Nel 1921 il nome mutò in Model 46. Nel 1922 la vettura rimase pressoché immutata.
Di questa serie di Light Eight ne furono prodotti 16.555 esemplari.

### Model 47 (1921-1923)
Nel 1921 fu introdotto la Model 47, che era contraddistinta da un passo più corto. Il motore fu rimpicciolito a 3.818 cm³ a fronte di un aumento della potenza a 60 CV. Alla gamma fu aggiunta una versione roadster. Di questa serie di Light Eight ne furono realizzati 7.956 esemplari.